# Палагонит
Палагонит — магматическая горная порода, продукт взаимодействия базальтового расплава с водой. Представляет собой богатую водой стекловатую горную породу жёлто-бурого, буровато-зелёного или тёмно-бурого цвета, иногда с частично расстеклованными минеральными компонентами. Состоит из кремнезёма (37—40 %), воды (13—23 %) и оксидов железа. Назван в честь города Палагония на острове Сицилия.

## Происхождение
Палагонит образуется в процессе палагонитизации при гидромагматическом (подводном или подледниковом) извержении базальтовых лав. В результате внезапного охлаждения лава затвердевает в виде стекла, то есть без кристаллизации, после чего стекловатая порода легко и интенсивно дробится и вместе с обломками других горных пород и фрагментами шлака оседает вокруг места извержения. В результате изменения под воздействием воды из стекла образуются глинистые минералы, цеолиты и гидроксиды железа, которые цементируют частицы и придают породе прочность. Из-за образования этих минеральных фаз порода теряет свой первоначальный стеклянный блеск и становится матовой. Кроме того, двухвалентное железо окисляется, доля трёхвалентного железа увеличивается, и цвет образовавшейся породы становится коричневатым. Гидрохимическое превращение является экзотермическим и в результате реакции выделяется достаточно тепла, чтобы поддерживать дальнейшее преобразование.
Также подобным гидрохимическим превращениям могут быть подвержены пирокластитовые отложения базальтового состава (базальтовые туфы и лапилли), если они имеют соответствующее количество вулканического стекла в своем составе. Переход от исходной породы (пирокластической или гиалокластической) к палагонитовому туфу является плавным, поэтому точно определить границу превращений не всегда возможно.

## Распространение
Палагонит и палагонитовые туфы широко распространены в Европе, особенно в Исландии, где присутствуют условия для извержения вулканов в тесном контакте с водой или льдом. Встречается также на Сицилии, Земле Франца-Иосифа, Тиманском кряже, в Большеземельской тундре и других местах. В Рейнских Сланцевых горах известны залежи палагонитового туфа, происходящего из пирокластических пород. На правом берегу Рейна есть небольшое месторождение палагонита гиалокластитового происхождения.

## Использование
Используется локально как недорогой строительный материал. Между Пельмом и Эссингеном имеются месторождения палагонита, который ранее добывался для изготовления печных камней. Палагонит характеризуется хорошей способностью к ионному обмену и поэтому иногда используется для производства недорогих фильтров для воды.